# Comoapan
Comoapan är en ort i Mexiko.   Den ligger i kommunen San Andrés Tuxtla och delstaten Veracruz, i den sydöstra delen av landet, 400 km öster om huvudstaden Mexico City. Comoapan ligger 212 meter över havet och antalet invånare är 4 846.
Terrängen runt Comoapan är kuperad norrut, men söderut är den platt. Runt Comoapan är det ganska tätbefolkat, med 83 invånare per kvadratkilometer. Närmaste större samhälle är San Andres Tuxtla, 6,2 km nordväst om Comoapan. Omgivningarna runt Comoapan är en mosaik av jordbruksmark och naturlig växtlighet.